# Preben Nodermann
Preben Magnus Christian Nodermann, född den 11 januari 1867 i Hjørring i Danmark, död den 14 november 1930, var en dansk-svensk hymnolog, tonsättare och domkyrkokapellmästare i Lund.

## Biografi
Nodermann studerade vid Lunds universitet och för Otto Malling i Köpenhamn 1888–1890. Han bedrev även musikstudier i Berlin, Dresden och Breslau. Han avlade organistexamen i Lund 1895 och samma år filosofie licentiat-examen. Därefter följde kyrkosångarexamen 1896, också i Lund. Nodermann tog musiklärarexamen vid Musikkonservatoriet i Stockholm 1900.  Han disputerade 1911 på avhandlingen Studier i svensk hymnologi  och utgav skrifter i kyrkomusikaliska ämnen, samt Ny svensk koralbok på Hæffnersk grund (tillsammans med Fredrik Wulff).
Nodermann utgav även samlingen Lunds domkyrkas körsånger 1905–1926 som innehåll dels bearbetningar och egna kompositioner.
Han verkade som organist och kantor i Malmö Sankt Petri kyrka 1899–1903 och som musiklärare i Malmö. Från 1903 till sin död var han domkyrkoorganist och kapellmästare i Lund.
Preben Nodermann skrev flera operor, som efter uruppförandena inte tagits upp på nytt, bland andra König Magnus (Kung Magnus författad 1894, uruppförd i Hamburg 1898), Gunnlögs saga (författad 1900)  och Rokoko (1918)  samt operetten Prins Inkognito (Köpenhamn 1909)  senare omarbetad under titeln Die Jungfernstadt (1912). Dessutom komponerade Nodermann instrumentalverk och sånger.
Därtill skrev han även solosånger och mindre stycken för violin med mera.
Preben Nodermann samlade sagor och sägner från hela världen och fick med tiden en mycket stor boksamling. Han sökte i dessa sagor och myter se ett gemensamt ursprung, en lämning efter en Atlantiskultur. Preben Nodermann var med om att grunda Sveriges första antroposofiska sällskap i Lund och var den som välkomnade Rudolf Steiner när denne första gången besökte Sverige.
Han medverkade under signaturen Pre. i Svensk uppslagsbok.
Nodermann invaldes som associé nr 151 av Kungliga Musikaliska Akademien den 30 november 1921 och tilldelades Litteris et Artibus 1923.
Preben Nodermann var far till Maj Nodermann. De är begravda på Norra kyrkogården i Lund.

## Verk
- Mörner, Birger; Nodermann Preben (1893). Kung Smek: opera i en akt. Lund. Libris 10411176
- Topelius, Zacharias; Nodermann Preben (1900). Sex visor för barn. Lund: Gleerupska univ.-bokh. Libris 3263922
- Wulff, Fredrik (redaktör); Nodermann, Preben (1911). Ny svensk koralbok på Hæffnersk grund. Lund. Libris 2250244
- Nodermann, Preben (1928-1930). Folksagorna: en orientering. Lund: Sydsvenska bok- och musikförl. Libris 8211399

### Psalmer
- Frukta Gud och låt dig nöja! (1921 nr 608)
  - Glad jag städse vill bekänna (1921 nr 557, 1986 nr 69 i annan tonsättning)
  - Morgonrodnan mig skall väcka (1819 nr 423)
- Jag höja vill till Gud min sång (1921 nr 513, finlandssvensk psalmbok 1986 nr 8, sv.ps. 1986 nr 424 i annan tonsättning) 
  - Johannes såg så klar en syn (1921 nr 524)
- Salig, Jesus, är den stunden (1986 nr 407), tonsatt 1911 (hans tonsättning i 1986 års psalmbok, annan i Nya psalmer 1921)
  - Jesus, låt din kärleks låga (1986 nr 578)